# Джесси Флорес
Джесси Флорес (англ. Jesse Flores, род. 20 января 1981, США) — американская транссексуальная порноактриса, лауреатка премии XBIZ Award.

## Биография
Родилась 20 января 1981 года. Дебютировала в порноиндустрии в 2006 году, в возрасте около 25 лет.
Снималась для таких студий, как Devil’s Film, Evil Angel, Exquisite, Kink.com, White Ghetto и других.
В 2012 году получила XBIZ Award в номинации «транссексуальный исполнитель года». Также на протяжении карьеры была множество раз номинирована на премии AVN Awards и Tranny Awards/Transgender Erotica Awards.
Ушла из индустрии в 2018 году, снявшись в 115 фильмах.

## Награды и номинации
- 2010: AVN Awards (номинация) — транссексуальный исполнитель года
- 2011: AVN Awards (номинация) — транссексуальный исполнитель года
- 2011: Tranny Awards (номинация) — лучшая хардкор-модель
- 2011: Tranny Awards (номинация) — лучший хардкор-исполнитель
- 2012: Transgender Erotica Awards (победа) — лучший сольный сайт
- 2012: XBIZ Award (победа) — транссексуальный исполнитель года
- 2012: AVN Awards (номинация) — транссексуальный исполнитель года
- 2012: Tranny Awards (номинация) — лучшая соло-модель
- 2012: Tranny Awards (номинация) — лучшая хардкор-модель
- 2013: The Fanny Awards (номинация) — транссексуальный исполнитель года
- 2013: Tranny Awards (номинация) — лучший сольный сайт
- "2014: XBIZ Award (номинация) — транссексуальный исполнитель года
- 2014: The Fanny Awards (номинация) — транссексуальный исполнитель года
- 2014: AVN Awards (номинация) — транссексуальный исполнитель года
- 2015: Transgender Erotica Awards (номинация) — лучший сольный сайт
- 2016: AVN Awards (номинация) — любимый транссексуальный исполнитель (премия поклонников)

## Избранная фильмография
- Fan Fuxxx: Jesse meets Mitch (2013)